# Canthocamptus longipes
Canthocamptus longipes é uma espécie de crustáceo da família Canthocamptidae.
É endémica da Austrália.